# Twitch
Twitch，中文譯名為圖奇、推趣，是美國影片串流媒體服務平台。2011年6月6日從Justin.tv分割成立，平台供直播主進行遊戲直播或戶外直播、屏幕分享或者供遊戲賽事轉播，也提供聊天室，讓觀眾間進行簡單互動；亦允許觀眾對喜歡的直播主以小額金錢訂閱與贊助功能。
除了直播电子游戏與電子競技內容，也允許直播聊天、戶外活動、睡覺、脫口秀、談話節目、播客、手工艺、音樂、唱歌表演、廚藝烹飪、健身、運動、體育賽事、國際象棋、德州撲克、ASMR、政治等等眾多內容。

## 歷史
2011年6月，從Justin.tv分割成立。
2014年2月，Twitch.tv與Justin.Tv的母公司改名為「Twitch Interactive」。
2014年8月5日，Justin.tv關站。
2014年8月25日，Twitch.tv以9.7亿美元被亞馬遜公司收購，成為其子公司。
2016年8月17日，宣布收購遊戲語音軟體及輔助程式—Curse。
2016年12月16日，新增IRL — In Real Life分類，並在Twitch app上推出直播功能，讓實況主可以放心的開台跟觀眾聊天互動，不一定要玩著遊戲。
2017年3月13日，宣布整合並強化旗下遊戲語音軟體Curse，改版成為「Twitch 桌面版 App」。
2018年9月17日，网站被中国政府屏蔽，应用也从中國地区的iOS App Store中移除。
2019年12月20日，位於莫斯科的法院聽審，訴訟案件的原由是一家俄羅斯公司買了英格蘭超級足球聯賽的獨家播影權，但Twitch也播放其足球比賽的片段。
2022年3月30日，宣佈使用近五年的桌面版APP於同年4月30日結束服務，把重心放在改良及開發功能方面上，而網頁版、手機版或者其他APP不受影響。
2023年12月5日，宣佈由於經營成本過高，將於2024年2月27日結束在韓國的營運。

## 爭議事件
2021年6月18日，Twitch官方將台灣實況主超負荷永久禁封並解除合作關係，原因是有觀眾贊助惡意剪輯的斗內影片（女性哺乳畫面）。平台將此責任歸在實況主上，引發眾多觀眾不滿。對此，平台方尚未對此爭議一事做出回應，至2022年4月3日其帳號被恢復，但三天後帳號再次被禁，原因不明。
2023年6月7日，Twitch公佈新的《品牌內容守則》以限制贊助商的廣告形式，引起大量實況主的反對。次日，Twitch撤回新規範並承認新規範「對實況圈有害」。
2024年10月，Twitch更細社群規範，增加「未成年人安全」的內容，禁止有兒童外觀（「蘿莉」或「正太」）的虛擬角色形象在Twitch展開活動。同時新增虛擬主播與真人主播跟隨一樣的服飾政策，「必須遮蓋生殖器、臀部、女性乳頭和下胸圍」，不過遊戲角色和VRChat角色不再此列。相關要求被社群質疑雙重標準。

## 轶事、衍生文化
- Twitch Plays Pokémon
- 修女與魚

- E-girls與e-boys

## 外部連結
- （繁體中文）官方网站
- （繁體中文）官方部落格
- （英文）Twitch的Facebook專頁（繁體中文）Twitch台灣的Facebook專頁
- （英文）Twitch的X（前Twitter）
- （英文）Twitch Support的X（前Twitter）
- （英文）Twitch的Instagram帳戶（繁體中文）Twitch台灣的Instagram帳戶

### 官方頻道
- （英文）Twitch美國的Twitch频道
- （繁體中文）Twitch台灣的Twitch频道
- Twitch日本的Twitch频道
- Twitch韓國的Twitch频道
- Twitch Presents的Twitch频道
- Twitch Ggaming的Twitch频道
- Twitch Music的Twitch频道